# Марія Жозе Португальська
Марія Жозе Португальська також Марія Жозе де Браганса (порт. Maria José de Bragança), повне ім'я Марія Жозе Беатріс Жоана Еулалія Леопольдіна Аделаїда Ізабелла Кароліна Мікаела Рафаела Габріела Франциска де Ассіз і де Паула Інес Софія Жоакіна Тереза Бенедіта Бернардіна де Браганса (порт. Maria José Beatriz Joana Eulália Leopoldina Adelaide Isabel Carolina Micaela Rafaela Gabriela Francisca de Assis e de Paula Inês Sofia Joaquina Teresa Benedita Bernardina de Bragança), ( 19 березня 1857 —  11 березня 1943) — донька скинутого короля Португалії Мігеля I та німецької принцеси Адельгейди Льовенштайн-Вертгайм-Розенберг, дружина герцога Баварського Карла Теодора. Наразі її нащадки правлять Бельгією.
Разом із чоловіком займалася медициною.

## Біографія
Марія Жозе народилася 19 березня 1857 року у замку Бронбах. Вона була четвертою дитиною та третьою донькою колишнього короля Португалії Мігеля I та його дружини Адельгейди Льовенштайн-Вертгайм-Розенберг. Дівчинка мала старшого брата Мігела та сестер Марію даш Невіш та Марію Терезу. Невдовзі родина поповнилася молодшими донькамиː Адельгундою, Марією Анною та Марією Антонією. Мешкало сімейство гармонійним життям в любові та відданості.
Батька не стало, коли дівчинці було дев'ять. Матір надалі займалася влаштуванням вигідних шлюбів для дітей. Марія Жозе була видана заміж третьою з них.
Зі своїм майбутнім чоловіком, герцогом Баварії Карлом Теодором, принцеса вперше зустрілася у парку в присутності колишнього короля Сицилії Франциска II. Герцог був вдвічі старшим за неї і за кілька років перед цим овдовів. Смерть першої дружини настільки вразила його, що він вирішив присвятити життя медицині і вже отримав звання почесного доктора медицини. Марія Жозе здалася йому вродливою та дорослою для свого віку. Хоча вони легко знаходили спільну мову, шлюбна пропозиція здивувала дівчину. Проте невдовзі Марія Жозе стала його дружиною.

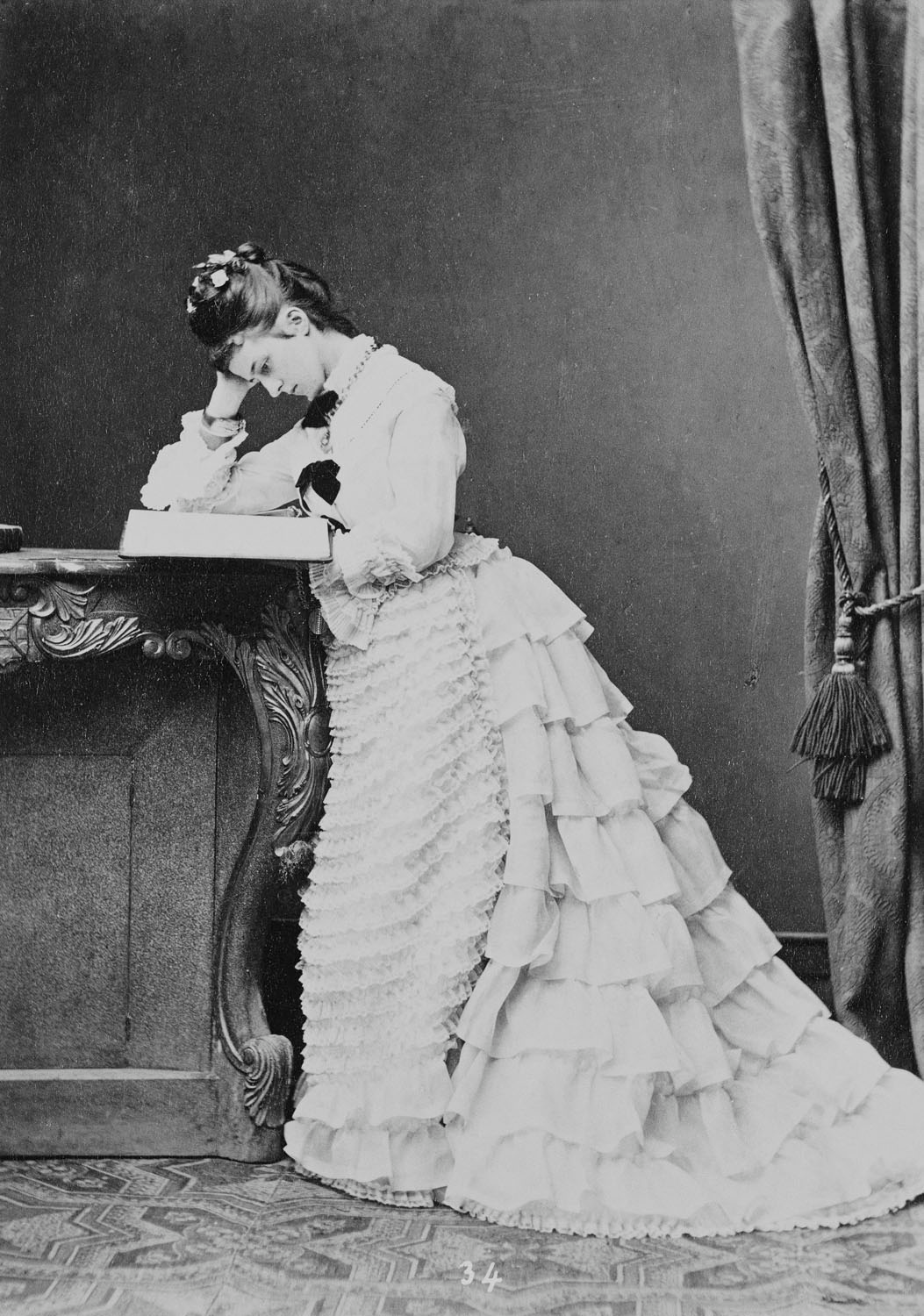
Марія Жозе близько 1874

У віці 17 років вона взяла шлюб із 34-річним герцогом Карлом Теодором, який до того ж мав восьмирічну доньку. Весілля відбулося 29 квітня 1874 у Кляйнгойбаху. Сестри нареченого, Єлизавета та Марія Софія, з різних приводів відмовилися бути присутніми на церемонії, при цьому король Баварії Людвіг II, навпаки, на честь нареченої влаштував грандіозне свято, яке завершилося виконанням опери Вагнера «Лоенгрін». Під час співу Марія Жозе сиділа біля нього.
Шлюб виявився щасливим. Принцесі подобалися харизматичність та інтелект чоловіка, його культурність та витонченість. Нова родина також із радістю прийняла невістку. У подружжя народилося п'ятеро спільних дітей.
Марія Жозе була глибоко релігійною жінкою, суворо виховувала доньок, намагаючись прищепити їм сильне почуття обов'язку та поваги до традицій, із синами була м'якішою. 
Подружжя мешкало у Мюнхені, де у 1895 році вони стали засновниками безкоштовної офтальмологічної клініки Herzog Carl Theodor Eye, яка існує і досі. Придбання будівлі та обладнання фінансувалося особисто Марією Жозе. Вона також допомагала Карлу Теодору в його роботі, асистуючи під час операцій. Заміською резиденцією родини був Поссенгофен. Через здоров'я Карла Теодора сімейство часто від'їжджало на південь.
Наприкінці 1890-х Марія Жозе сама захворіла на серйозну інфекцію і довгий час не могла одужати, тому Карл Теодор вирішив, що зміна оточення піде їй на краще, і разом із нею, старшою донькою та її нареченим від'їхав до Африки. Родина відвідала Алжир та Туніс, де спілкувалася із туарегами.
Карл Теодор пішов з життя в останній день осені 1909 року. За два тижні не стало і матері герцогині. У 1912 Марія Жозе втратила також молодших доньку та сина.
У 1917 році вона заснувала спеціальний фонд для продовження роботи чоловіка та забезпечила його існування в довгостроковій перспективі.
За спеціальним дозволом Адольфа Гітлера герцогині було дозволено жити у Поссенгофені, де вона і провела останній рік свого життя. Померла Марія Жозе 11 березня 1943 у Мюнхені, невдовзі після перелому на Східному фронті Другої Світової війни не на користь Німеччини. Похована у родинній усипальні церкви Святого Квірінуса в абатстві Тегернзеє.

## Родина

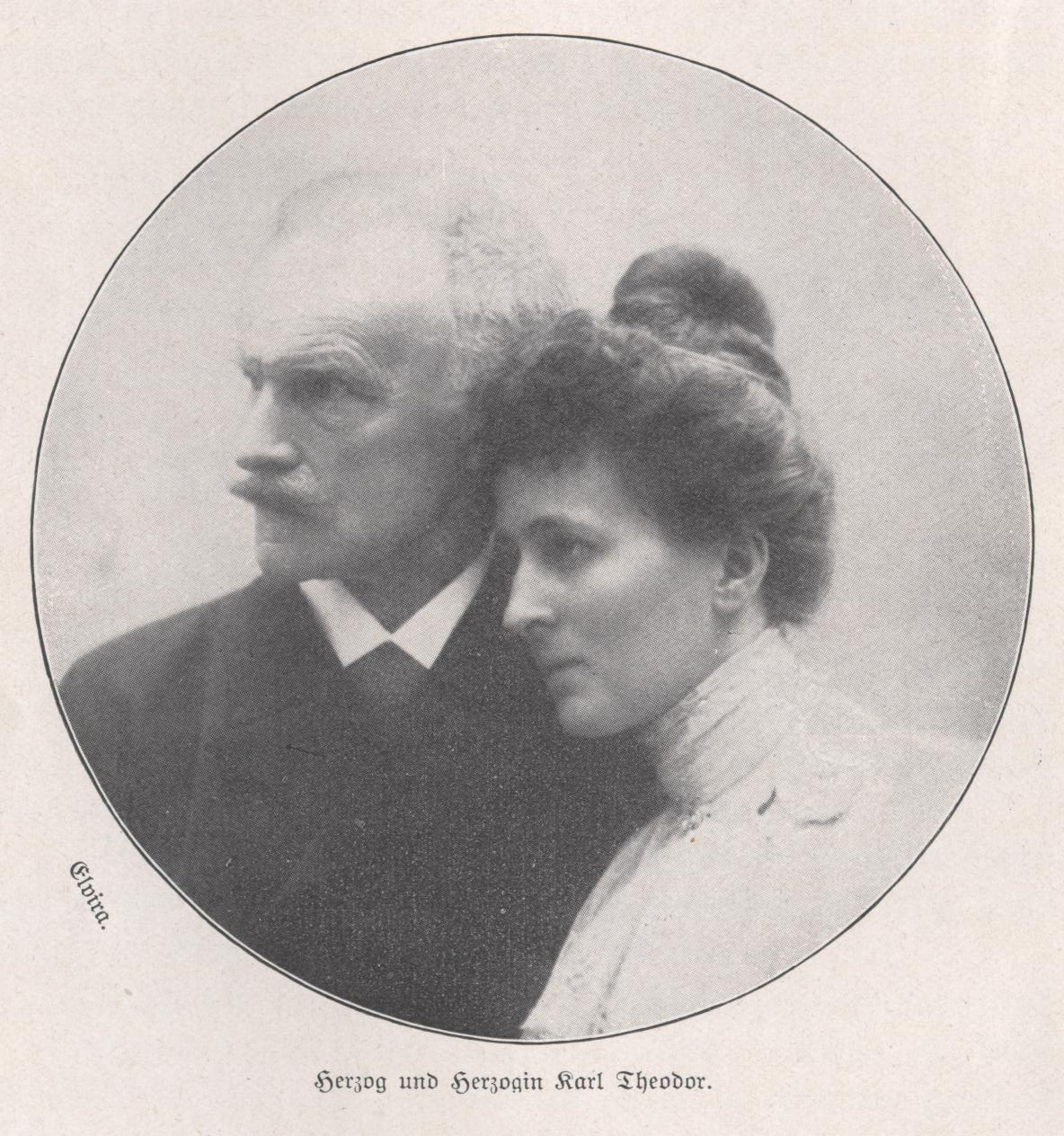
Марія Жозе та Карл Теодор

Чоловік — Карл Теодор, герцог Баварський
Дітиː
- Софія Адельгейда (1875—1957) — дружина графа Тьоррінг-Єттенбах Ганса Файта, мала трьох дітей;
- Єлизавета (1876—1965) — дружина короля Бельгії Альберта I, мала трьох дітей;
- Марія Габріела (1878—1912) — дружина кронпринца Баварії Рупрехта, мала чотирьох дітей;
- Людвіг Вільгельм (1884—1968) — був одруженим із Анною Люсією цу Сайн-Вітгенштейн-Берлебург, власних дітей не мав, всиновив внучатого племінника;
- Франц Йозеф (1888—1912) — одруженим не був, мав позашлюбного сина.

## Нагороди
- Орден Зіркового хреста (Австро-Угорщина)ː
- Орден Святої Ізабелли (Португалія);
- Орден Терези (Баварське королівство).